# Molala
Molala (Molale, Molalla, La'tiwe, Latiwe), malena, danas izumrla grupa američkih Indijanaca porodice Waiilatpuan s planinskog područja Cascade u Oregonu. Izvorno, pleme je obitavalo duž rijeke Deschutes odakle su ih u gorje protjerali Tenino Indijanci. Molala su se podijelili na dvije skupine, Donje ili Lower s gornje Umpque i Rogue, i Upper ili Gornje u području rijeke Willamette. Ugovorom iz 1855. oni prepuštaju sve svoje zemlje Oregonu i sele (1857) na rezervat Grande Ronde.  'The Portland Journal'  3. srpnja 1957. objavljuje da je izvjesni Fred Yelkis posljednji pripadnik ovog plemena, ali dvije godine ranije, u svibnju (1955) od 882 pripadnika plemena na rezervatu Grande Ronde u Oregonu, njih 141 vuče podrijetlo od plemena Molala. 

## Jezik
O jeziku je malo poznato, a klasificiraju se Velikoj porodici Penutian, te s Cayuse plemenom u Waiilatpuan govornike. Posljednji molala-govornik umro je 1958.

## Ime
Ime Molala dolazi po jednom potoku u dolini Willamette. Sami sebe nazivali su  Láti-u ili La'tiwe (Latiwe), ali značenja ovih imena nisu poznati. Pionir William Hatchette "Uncle Billy" Vaughan (1843) drži da riječ Molalla dolazi iz činučkog jezika i to iz dvije riječi  "moolek" =  'elk'  i "olilla" =  'berries' , čime je obilovao ovaj kraj (Dickey Prairie) u vrijeme dolaska prvih pionira, i gdje su Indijanci imali svoje selo. Calapooya Indijanci nazivali su ih Amolélish;  Kúikni, naziv među Klamathima; i Ya'-ide'sta, Indijanci Umpqua.  Ustanova 'Smithsonian Institution'  ovo pleme službeno vodi pod imenom Molala.

## Populacija
Brojno stanje Molala po svoj prilici nije bio velik oko 500 u domorodačko doba (1780.), a 1849. broj im je spao na 100. Gatschet (1877) nalazi nekoliko obitelji na rezervatu Grande Ronde; 20 (1881) u krajevima zapadno od jezera Klamath. Popisom iz 1910. utvrđen je broj od 31 Molale, ali od tog broja samo 6 ih je živjelo u Oregonu. 

## Bande i sela
Među Molalama spominju se tri imena koja označavaju ili nazive njihovih lokalnih skupina ili bandi, ili su pak označavala i njihova sela, to su:
- Chakankni, s gornje Rogue River, sjeverozapadno od jezera Klamath Lake, apsorbirali su ih susjedni Klamathi.
- Chimbuiha, na gornjoj Santiam River.
- Mukanti, na zapadnim padinama Kaskadskog gorja (Cascade Mountains).

## Život i običaji (etnografija)
Molale kulturno pripadaju području Platoa, a žive polunomadskim životom lovaca, ribara i sakupljača.  U ribolov su išli sulicama ili košarama, a hvatao se losos i steelhead-pastrva (Oncorhynchus mykiss), poznata u tamošnjem jeziku i kao kamloops ili rainbow trout. Jelen je bio glavna lovina a lovac se upućivao u lov zakamufliran jelenskom glavom, služeći se uz luk i strijelu i zamkom od užeta. Tijekom zime stanovali su u polupodzemnim nastambama. Trgovina se odvijala s južnim susjednim plemenom Klamath.

## Vanjske poveznice
- The Molalla People of Clackamas County  Arhivirana inačica izvorne stranice od 1. travnja 2014. (Wayback Machine)
- Molala History  Arhivirana inačica izvorne stranice od 26. prosinca 2010. (Wayback Machine)
- Molala Indian Tribe History
- Molala  Arhivirana inačica izvorne stranice od 4. rujna 2015. (Wayback Machine)